# 埃雷鲁埃拉
埃雷鲁埃拉，是西班牙埃斯特雷马杜拉卡塞雷斯省的一个市镇。总面积114平方公里，总人口405人（2001年），人口密度4人/平方公里。